# Црква Светог Јована Крститеља у Мокрој Гори
Црква Светог Јована Крститеља на Мокрој Гори, се налази на на извору Беле Воде, на левој обали Камешине, у оквиру Парка природе Шарган—Мокра Гоара. Припада Епархији жичкој Српске православне цркве. Подигнута је на темељима некадашње цркве коју је подигао неки Дубровчанин у знак захвалности.

## Изградња
Градња цркве је започета 2000. године на иницијативу Одбора за обнову и изградњу црквених објеката при Завичајном удружењу Мокрогораца „Шарган”. Темеље храма освешатао је 2002. године епископ жички Хризостом. До 2011. године црква је озидана и обложена декоративном фасадом (ружичаста камена поља и сиве површине испуњене сигом), простор око храма уређенм и подигнут прилазни мост преко Камешине. У лунети изнад улазних врата изведено је попрсје Светог Јована Крститеља у мозаику.
Пројекат храма је урадио Саобраћајни институт CIP Београд по идејном решењу архитекте Милоша Миловановића.